# Lebensdauerexponent
Zur Lebensdauerberechnung von Wälzlagern werden die beiden Lebensdauerexponenten
{\displaystyle p=3} für Kugellager
{\displaystyle p=10/3}  für Rollenlager
verwendet.

## Herkunft
Diese Exponenten stammen aus Versuchen von Palmgren und Lundberg zur Lebensdauer von Wälzlagern.

## Herleitung
Bei der Berechnung der Wälzlagerlebensdauer wird zwischen Punkt- und Linienberührung unterschieden. Während bei Kugellagern eine Punktberührung zwischen Wälzkörper und Innen- bzw. Außenring des Wälzlagers vorliegt, berühren sich Wälzkörper und Ringe bei Rollenlagern entlang einer Linie. Unter Berücksichtigung dieser Unterscheidung gibt die Norm DIN ISO 281 zwei Formeln für die Lagerlebensdauer an:
{\displaystyle L_{10}=\left({\frac {C_{x}}{P_{x}}}\right)^{\frac {c-h+2}{3\cdot e_{1}}}} für Punktberührung und {\displaystyle L_{10}=\left({\frac {C_{x}}{P_{x}}}\right)^{\frac {c-h+1}{2\cdot e_{2}}}} für Linienberührung.
Wobei hier gilt:
{\displaystyle L_{10}} = Nominelle Lagerlebensdauer (gilt für 90 % aller Lager einer Charge)
{\displaystyle C_{x}} = Dynamische Tragzahl, wobei x=r für radiale und x=a für axiale dynamische Tragzahl gesetzt wird
{\displaystyle P_{x}} = Lagerbelastung, wobei x=r für radiale und x=a für axiale Belastung gesetzt wird.
{\displaystyle c} = Exponent der Spannung im Verhältnis Spannung-Lebensdauer (experimentell ermittelt)
{\displaystyle h} = Exponent der Tiefe der maximalen Schubspannung (experimentell ermittelt)
{\displaystyle e_{1},e_{2}} = Steigung der Weibull-Geraden für die Wahrscheinlichkeitsverteilung der Lebensdauer (Streuung), wobei {\displaystyle e_{1}} für Punktberührung und {\displaystyle e_{2}} für Linienberührung
Die Konstanten {\displaystyle c} und {\displaystyle h} werden mit {\displaystyle c={\frac {31}{3}}} und {\displaystyle h={\frac {7}{3}}} angegeben.
Die Steigung der Weibull-Geraden wird für Punktberührung mit {\displaystyle e_{1}={\frac {10}{9}}} und für Linienberührung mit {\displaystyle e_{2}={\frac {9}{8}}} angegeben.
Eingesetzt in obige Formeln für die Lebensdauer erhält man schließlich:
{\displaystyle L_{10}=\left({\frac {C_{x}}{P_{x}}}\right)^{3}} für Punktberührung
{\displaystyle L_{10}=\left({\frac {C_{x}}{P_{x}}}\right)^{4}} für Linienberührung

## Praktische Berechnung
In der praktischen Lebensdauerberechnung von Wälzlagern geht man von den folgenden Gleichungen aus:
{\displaystyle L_{10}=\left({\frac {C_{x}}{P_{x}}}\right)^{3}} für Kugellager
{\displaystyle L_{10}=\left({\frac {C_{x}}{P_{x}}}\right)^{\frac {10}{3}}} für Rollenlager.
Im Unterschied zu dem in der Herleitung berechneten Exponenten {\displaystyle p=4} wird jedoch bei der Linienberührung der Exponent {\displaystyle p={\frac {10}{3}}} verwendet. Dies ist dadurch zu erklären, dass unter realen Bedingungen die Linienberührung in eine Punktberührung übergehen kann und die Lebensdauer somit zu optimistisch eingeschätzt werden würde. Die in der Praxis verwendeten Formeln stellen somit einen Kompromiss dar, um rechnerische Unwägbarkeiten abzudecken.
Mit der ISO/TS 16281 steht inzwischen ein genormtes numerisches Verfahren zur Verfügung, mit dem die Kontaktverhältnisse detailliert berechnet werden und das auf diese Sicherheiten deshalb verzichten kann.